# 敘利亞-瑪蘭卡禮天主教古爾岡教區
敘利亞-瑪蘭卡禮天主教聖金口若望古爾岡教區是一個東儀天主教教區（敘利亞-瑪蘭卡禮），屬蒂魯瓦爾拉總教區。
教區成立於2015年3月26日，包括印度北部共22邦。創立之時，教區共有9個堂區和15位司鐸；現任教區主教為雅各伯·聖巴爾納伯·阿拉斯。